# 太陽召喚 (電視劇)
《太陽召喚》（英語：Shadow and Bone）是一部美國奇幻網路影集，改編自李·芭度葛的小說《格里沙》當中的《太陽召喚》三部曲系列和《烏鴉六人幫》二部曲系列，由艾瑞克·赫瑟勒開創，於2021年4月23日在Netflix首播。第一季共八集，改編自《太陽召喚》以及以烏鴉幫為主角的原創故事情節。2021年6月，該劇續訂了第二季，同樣有八集，改編自《闇黑再臨》和另一個以烏鴉幫為主角的原創故事情節。本劇於2023年11月被取消，共播出兩季。

## 劇情
世界被巨大的影淵隔絕為兩部分，一名年輕女戰士發現了可以統一王國的力量，她逐步練習掌控這種能力，而危險勢力隨之襲來。與此同時，世界的另一側正處於戰爭之中。

## 演員與角色

### 主要角色
| 演員                            | 角色                         | 備註 |
| 潔西·梅·李 Jessie Mei Li        | 阿利娜·史塔科夫              | 來自克拉錫的孤兒，是蜀邯混血兒。前第一軍團皇家測量師團的製圖師。在穿越影淵時發現自己是太陽召喚者，一名可以操縱光的稀有格里沙。 |
| 班·巴恩斯 Ben Barnes            | 凱利根將軍／闇之手／亞歷山大 | 第二軍團將軍，為暗影召喚者。                                                                                                   |
| 阿奇·雷諾斯 Archie Renaux       | 瑪爾顏·「瑪爾」·奧列捷夫     | 來自克拉錫的孤兒，第一軍團追蹤師，與阿利娜是青梅竹馬。                                                                         |
| 佛萊迪·卡特 Freddy Carter       | 卡茲·布雷克                  | 來自克爾斥，是烏鴉俱樂部的老闆，同時也是烏鴉幫領袖，被稱為「髒手」和「巴瑞爾的混蛋」。                                         |
| 阿米塔·休曼 Amita Suman         | 伊奈許·加法                  | 來自拉夫卡，種族為蘇里。烏鴉幫成員，被稱為幽靈。                                                                               |
| 基特·楊 Kit Young               | 賈斯柏·法赫                  | 來自諾維澤梅，種族為澤梅尼。烏鴉幫成員，是一名熟練的神槍手。                                                                   |
| 丹妮爾·加利根 Danielle Galligan | 妮娜·贊尼克                  | 一名破心者，被斐優達人俘虜。                                                                                                   |
| 佐伊·沃納梅克 Zoë Wanamaker     | 巴格拉                       | 阿利娜的格里莎訓練師。 |

### 常駐角色
| 演員                                 | 角色          | 備註                                                 |
| 蘇賈雅·達斯古普塔 Sujaya Dasgupta    | 佐婭          | 一名風術士，對凱利根將軍有意思同時嫉妒阿利娜。       |
| 賽門·西爾斯 Simon Sears              | 艾凡          | 一名破心者，服務於凱利根將軍手下。                   |
| 霍華德·查爾斯 Howard Charles         | 阿肯          | 一名列車長，幫助人們偷渡過影淵。                     |
| 朱利安·科斯托夫 Julian Kostov        | 費達          | 一名破心者，服務於凱利根將軍手下。                   |
| 卡拉漢·斯科格曼 Calahan Skogman      | 馬泰西斯      | 一名斐優達獵巫人，參與妮娜的獵捕行動。               |
| 黛茜·海德 Daisy Head                 | 珍雅·薩芬     | 唯一一名已知的格里沙裁造人，與阿利娜成為朋友。       |
| 凱文·艾爾敦 Kevin Eldon              | 祭司          | 拉夫卡國王的精神導師。                               |
| 潔絲敏·布萊克波羅 Jasmine Blackborow | 瑪麗          | 一名火術士，與阿利娜成為朋友。                       |
| 加布里埃爾·布魯克斯 Gabrielle Brooks | 娜迪雅        | 一名風術士，與阿利娜成為朋友。                       |
| 盧克·帕斯夸尼洛 Luke Pasqualino      | 大衛·科斯蒂克 | 一名馬特拉凱造物法師，他為格里沙製作武器和其他配件。 |

## 集數
| 季數 | 集数 | 集数 | 上線日期      | 上線日期      |
| ---- | ---- | ---- | ------------- | ------------- |
| 1    | 8    | 8    | 2021年4月23日 | 2021年4月23日 |
| 2    | 8    | 8    | 2023年3月16日 | 2023年3月16日 |

### 第一季（2021年）
| 總集數 | 集數 （季） | 標題                 | 導演             | 編劇                           | 上線日期      |
| --- | ----------- | -------------------- | ---------------- | ------------------------------ | ------------- |
| 1 | 1           | 灼熱光芒             | 李·托蘭德·克萊格 | 艾瑞克·赫瑟勒                  | 2021年4月23日 |
| 在東拉夫卡，阿利娜·史塔科夫是一名製圖師，她與兒時的朋友瑪爾顏·“瑪爾”·奧列捷夫重聚。瑪爾被選為穿越影淵團隊的一員，這是一次極其危險的旅程，因為影淵充滿了名為有翼鷹人的飛行怪物。不願再次與瑪爾分離的阿利娜燒毀了地圖，因此製圖員也不得不穿越。就在第二軍團的領袖兼暗影召喚師凱利根將軍抵達營地時，小隊進入了影淵。進入影淵後不久，他們就遭到了有翼鷹人的襲擊。另一位製圖員阿列克謝逃脫了。阿利娜無意中放出一束光來擊退有翼鷹人，從而發現了她的太陽召喚師能力。在克特丹，凱茲·布瑞克、伊奈許·加法和賈斯柏·法赫與黑幫老大佩卡·羅林斯競爭一份年薪為一百萬克魯格的工作。當發現卓森首先需要一個破心者時，凱茲擊敗了唯一知道這件事的佩卡。卓森告訴凱茲他已經抓到了阿列克謝。破心者讓阿列克謝透露阿利娜是一名太陽召喚師，而卓森則表示綁架阿利娜是工作。 |             |                      |                  |                                |               |
| 2 | 2           | 總會有人當我們是怪物 | 李·托蘭德·克萊格 | 艾瑞克·赫瑟勒                  | 2021年4月23日 |
| 在東拉夫卡，阿利娜被帶到凱利根面前，凱利根證明她是太陽召喚師，並命令將她帶到小宮殿。在途中，她的車隊遭到斐優達獵巫人（Fjerdan Drüskelle）的伏擊。幾個格里沙被殺，但凱利根救了她並親自護送她到小宮殿。阿利娜對自己的餘生將被追殺感到憤怒，她告訴凱利根，她希望她可以將自己的力量交給想要它的人。在克特丹，凱茲受到佩卡的威脅，要給他這份工作，但凱茲拒絕了。伊奈許被坦特·希琳召喚，她經營著伊奈許被賣到的妓院，直到凱茲購買了她的合約。他仍然欠希琳一些錢給伊奈許，但希琳承諾，如果伊奈許殺死了向敵對妓院出售毒品的人口販子亞肯，就會給她自由。凱茲發現一個叫列車長的人正在運送人們穿過影淵，然後發現亞肯就是列車長，希琳希望他死。凱茲阻止伊奈許殺死亞肯，然後將他的俱樂部作為可接受的抵押品交給希琳，並承諾在伊奈許 完成工作後償還他的債務。 |             |                      |                  |                                |               |
| 3 | 3           | 世界核心的構成方式   | 丹·劉            | 戴甘·菲瑞克林德                | 2021年4月23日 |
| 在小宮殿，阿利娜會見了裁造人娟雅·沙芬，他們為她與彼得國王和宮廷的會面做準備。在宮庭上，阿利娜以她的能力震驚所有人，而凱利根的觸碰使她的能力得到了增強。國王允許阿利娜接受訓練，但堅持要盡快完成，因為西拉夫卡越來越多地為獨立而集會。在與兩個格里沙成為朋友之後，阿利娜與柔雅·納扎連斯基爭吵，後者嫉妒阿利娜受到的關注（尤其是來自凱利根的關注）。在圖書館裡，阿利娜遇到了祭司，他告訴她阿利娜夢寐以求的雄鹿，以及關於增幅器；格里沙為了增加自己的力量而殺死的動物。阿利娜隨後遇到了巴格拉，一位對阿利娜的能力不以為然的格里沙訓練師。當她相信自己時，她告訴阿利娜回來。與此同時，凱茲、賈斯柏、伊奈許和亞肯被迫在沒有妮娜·贊尼克的情況下前往小宮殿，妮娜是一名同意將他們偷運進來的破心者，但是她已被獵巫人抓走。雖然比所需的煤炭少四磅，他們還是敢讓火車通過影淵。他們遭到了有翼鷹人的攻擊，但賈斯柏利用他的槍法能力讓他們安全通過。在一艘船上，妮娜被抓住她的獵巫人用鐵鍊鎖住，並告訴她將在斐優達接受巫術審判。                                                      |             |                      |                  |                                |               |
| 4 | 4           | 棄子                 | 丹·劉            | 万尼亚·阿瑟                    | 2021年4月23日 |
| 阿利娜和凱利根一起騎馬，凱利根決定兩人以名字為基礎，並要求她稱他為亞歷山大。他談到自己小時候因為是黑異教徒（創造影淵的格里沙）的後裔而覺得自己是個局外人，阿利娜意識到他是多麼需要她。巴格拉向阿利娜表明她對瑪爾有所保留，但如果她想掌握自己的力量，就需要專注於自己。阿利娜對瑪爾還沒有回覆她的信件感到沮喪，在與凱利根再次相遇後，終於將自己和格里沙放在首位，並憑藉自己的力量取得了真正的進步。與此同時，瑪爾自願執行任務，尋找阿利娜夢寐以求的雄鹿；傳說中莫索洛夫的雄鹿據說是世界上最強大的格里沙增幅器，強大到足以讓阿利娜能夠摧毀影淵。找到雄鹿的獎勵是參觀小宮殿。瑪爾的小隊遭到斐優達人的伏擊，只有他倖存下來，然後他看到了雄鹿，並發誓要與阿利娜重聚。在東拉夫卡的克貝斯，烏鴉幫和亞肯竊取了克貝斯檔案館的小宮殿藍圖，並加入了一個將在小宮殿舉行冬季園遊會的巡迴歌舞團。載著妮娜的船遭遇了一場大風暴。凱利根派費達去找妮娜，因為她最近沒有向他回報。 |             |                      |                  |                                |               |
| 5 | 5           | 對我顯現你的真貌     | 梅爾西·阿爾馬斯  | M·史考特·维奇、尼克·庫爾伯森   | 2021年4月23日 |
| 小宮殿計劃在冬季盛宴上演示阿利娜作為太陽召喚師的能力。凱茲、伊奈許、賈斯柏和亞肯潛入宮殿綁架阿利娜。被斐優達人打傷的瑪爾前往第一軍團，並說他找到了雄鹿。他和第一軍團的一名軍官一起前往小宮殿，直接告訴凱利根這件事。宮廷衛兵最初不願意讓瑪爾進來，認為雄鹿是一個神話，但屈服了，並護送瑪爾到凱利根的房間。凱利根讓瑪爾告訴他他在哪裡找到了雄鹿。然而，瑪爾拒絕了，他要求先見到阿利娜。凱利根雖然很生氣，但最終還是同意讓兩人稍後見面。巴格拉派一名守衛將瑪爾帶到她的小屋，之後守衛試圖殺死瑪爾，這樣他就無法告訴凱利根雄鹿在哪裡。凱利根和阿利娜在事件發生後親吻，但在亞肯攻擊一個阿利娜的誘餌時被打斷。巴格拉告訴阿利娜，凱利根不想摧毀影淵，而是將其用作武器，阿利娜需要逃離小宮殿。阿利娜爬上烏鴉幫的馬車試圖逃走。瑪爾逃離了宮殿，逃到了樹林裡。原來巴格拉其實是凱利根的母親，不想讓他找到雄鹿。 |             |                      |                  |                                |               |
| 6 | 6           | 心為箭矢             | 梅爾西·阿爾馬斯  | 雪莉·麥爾斯                    | 2021年4月23日 |
| 亞肯在企圖綁架阿利娜適得其反後被捕並被審問，他被凱利根殺死。阿利娜從馬車上爬下來，但烏鴉幫沒能抓住她；她用她的光把凱茲和賈斯柏弄瞎了，伊奈許故意讓她走，相信她是一個活著的聖人。烏鴉幫決定放棄追尋阿利娜並返回克特丹，但凱利根已經找到他們了。賈斯柏和伊奈許擊敗了追殺他們的格里沙，而凱茲碰到了凱利根，但他在對方發動攻擊時成功脫逃。阿利娜被一些市民認出是蜀坩人，並被追趕到森林中，在那裡她與瑪爾重逢。在從瑪爾那裡得知雄鹿之後，阿利娜意識到她必須在凱利根之前找到它，所以她和瑪爾向北走去。凱利根向士兵打探到了阿利娜跟瑪爾的下落。獵巫人的船在風暴中沉沒，妮娜被迫與獵巫人之一馬泰亞斯合作以求生存。當他們一起旅行時，兩人開始建立關係。 |             |                      |                  |                                |               |
| 7 | 7           | 異海                 | 傑瑞米·韋伯      | 克莉絲汀·斯特林                | 2021年4月23日 |
| 阿利娜和瑪爾找到了雄鹿。阿利娜沒有殺死牠，而是與雄鹿分享短暫的片刻，並計劃讓牠走。這時凱利根手下的格里沙突然出現，他們傷害了瑪爾導致他受重傷。阿利娜不想讓凱利根殺死雄鹿，用光架起一個防護罩，但凱利根讓她在瑪爾和雄鹿之間做出選擇，她選擇了瑪爾。凱利根將雄鹿殺死，並命令大衛將鹿角的一部分移植到阿利娜的衣領上，將一部分移植到他自己的手上。凱利根向阿利娜展示了他現在可以控制她的力量並將帶她去影淵。凱利根命令手下治癒瑪爾，之後便將他囚禁起來。在影淵附近的營地，娟雅與阿利娜重聚，讓她為凱利根舉辦的活動做好準備；他將帶著一些貴族穿過影淵向他們展示他和阿利娜新獲得的力量。阿利娜意識到娟雅正在攔截她和瑪爾的信件。當與亞肯一起乘坐的火車被炸毀後，凱茲、伊奈許和賈斯柏找到了一條穿越影淵的方法，他們決定偽裝成貴族偷渡到穿越影淵的船上，而瑪爾也逃了出來並乘機混進了船艙中。 |             |                      |                  |                                |               |
| 8 | 8           | 沒有送葬人           | 傑瑞米·韋伯      | 艾瑞克·赫瑟勒、戴甘·菲瑞克林德 | 2021年4月23日 |
| 妮娜和馬泰亞斯安全抵達一座城市，但遇到了費達，他告訴妮娜馬泰亞斯必須死。為了挽救馬泰亞斯的生命，妮娜宣布馬泰亞斯是奴隸販子，這樣他就被逮捕而不是被費達抓走。醒來後被監禁，馬泰亞斯錯誤地認為是妮娜操縱並背叛了他。當穿越影淵的船開始旅程時，阿利娜用她的力量創造一條光隧道保護它，保護乘客免受有翼鷹人的傷害。然而，當船到達另一邊時，凱利根將影淵擴展到西拉夫卡，壓倒它並摧毀那裡日益增長的叛亂。在下層甲板，凱茲和其他人發現瑪爾已經潛入船上，他們制定了計劃，但瑪爾魯莽地向凱利根移動但被艾凡制伏。柔雅目睹了凱利根對西拉夫卡所做的一切，轉而反對凱利根並開始駕駛船穿過影淵。阿利娜從凱利根手中割下鹿角，擺脫了凱利根的控制，並在烏鴉幫的幫助下擊敗了凱利根的手下。瑪爾與凱利根戰鬥，但凱利根突然被有翼鷹人拖走。柔雅、阿利娜和瑪爾與烏鴉幫一起離開影淵，作為唯一的倖存者，並決定分道揚鑣。凱茲的成員在返回克特丹的小船上遇到了妮娜。阿利娜也和瑪爾一起在小船上繼續學習如何使用她的力量。正當所有人都認為凱利根死了時，受傷的他走出影淵，身後則跟隨著許多有翼鷹人。 |             |                      |                  |                                |               |

### 第二季（2023年）
| 總集數 | 集數 （季） | 標題             | 導演            | 編劇                     | 上線日期      |
| ------ | ----------- | ---------------- | --------------- | ------------------------ | ------------- |
| 9      | 1           | 除了我，別無所依 | 寶拉·奧貢       | 艾瑞克·赫瑟勒            | 2023年3月16日 |
| 10     | 2           | 冰龍             | 寶拉·奧貢       | 尼克·庫爾伯森            | 2023年3月16日 |
| 11     | 3           | 志同道合         | 蘿拉·貝爾西     | 唐娜·托蘭                | 2023年3月16日 |
| 12     | 4           | 每件駭人的事     | 蘿拉·貝爾西     | 雪莉·麥爾斯              | 2023年3月16日 |
| 13     | 5           | 狠心下來         | 凱倫·加菲尤拉   | 克莉絲汀·斯特林          | 2023年3月16日 |
| 14     | 6           | 我沒有心         | 凱倫·加菲尤拉   | 戴甘·菲瑞克林德          | 2023年3月16日 |
| 15     | 7           | 草原相見         | 梅爾西·阿爾馬斯 | 萬尼亞·阿瑟              | 2023年3月16日 |
| 16     | 8           | 無須葬禮         | 梅爾西·阿爾馬斯 | 艾瑞克·赫瑟勒、艾琳·康利 | 2023年3月16日 |

## 製作

### 開發
2019年1月，Netflix宣佈給予該劇整季預訂，第一季共八集，艾瑞克·赫瑟勒擔當節目統籌、主創、首席編劇和執行製作人。這個項目屬於Netflix與21圈娛樂的合約，由薛恩·李維擔任執行製作人。李·芭度葛、波亞·沙巴齊安（Pouya Shahbazian）、丹·萊文（Dan Levine）、丹·科恩（Dan Cohen）和喬許·貝瑞（Josh Barry）也擔任了執行製作人。作者李·芭度葛和節目主創艾瑞克·赫瑟勒討論了他們對該劇未來幾季的期望以及潛在的衍生劇。2021年6月7號，Netflix官方宣佈續訂第二季，也將如同第一季由八集、長度為一小時組成。

### 選角
2019年4月，製作組開啟女主角阿麗娜（Alina）的選角工作。10月2日，宣布由李·托蘭德·克萊格執導試播集，新人演員潔西·梅·李確定出演女主角，班·巴恩斯、佛萊迪·卡特、阿米塔·休曼、基特·楊和阿奇·雷諾斯出演主要角色，蘇賈雅·達斯古普塔（Sujaya Dasgupta）、丹妮爾·加利根、黛茜·海德和 賽門·西爾斯也將出演。2019年12月18日，第二輪選角已宣布，卡拉漢·斯科格曼（Calahan Skogman）、佐伊·沃納梅克、凱文·艾爾敦、朱利安·科斯托夫、盧克·帕斯夸尼洛、潔絲敏·布萊克波羅和加布里埃爾·布魯克斯將出演常駐角色。 著名的書中人物尼古拉·蘭佐夫（Nikolai Lantsov）和維蘭·范·埃克（Wylan Van Eck）沒有出現在第一季 。小說系列的作者李·芭度葛在第3集中飾演一名馬特拉凱造物法師。

### 拍攝

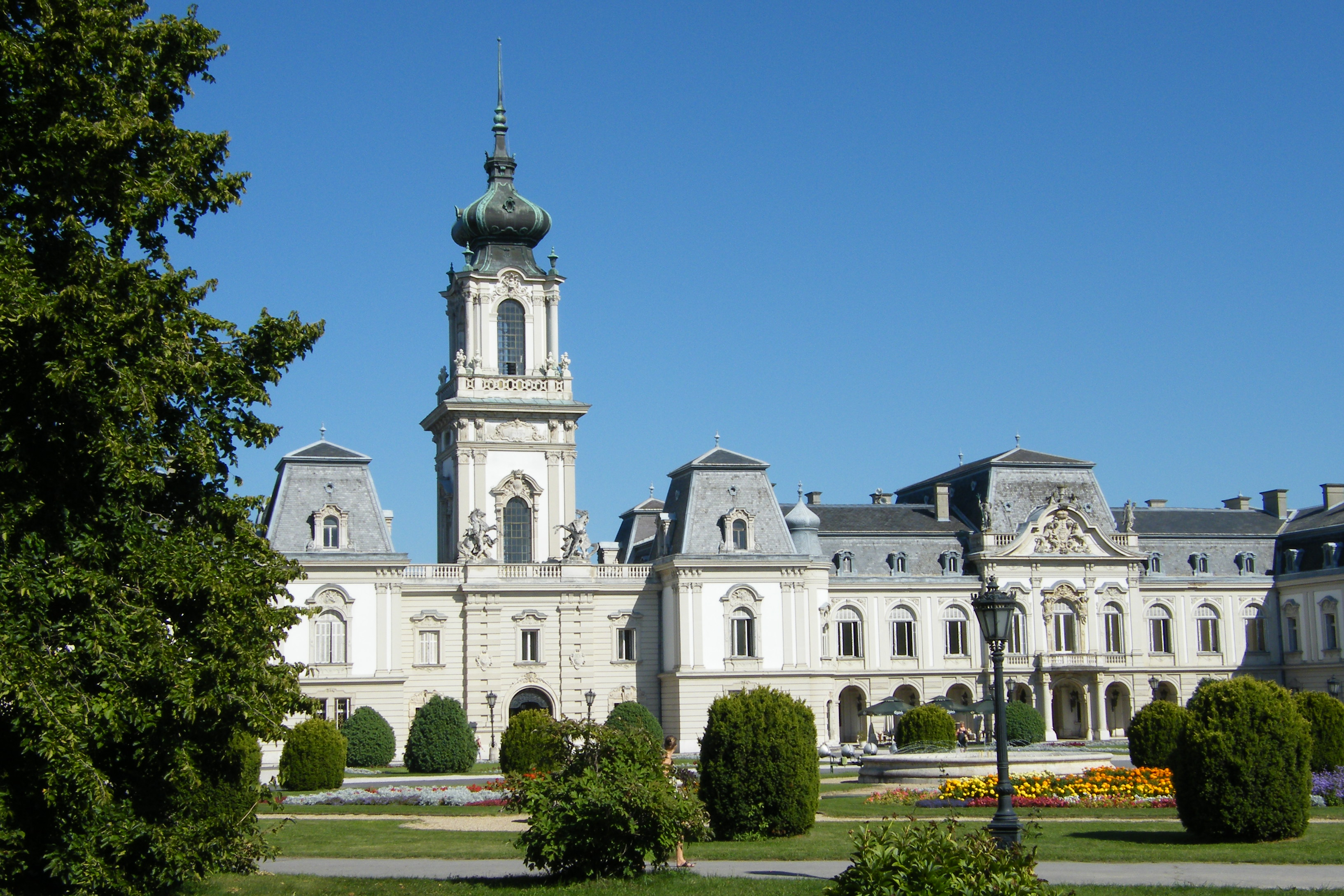
菲斯提蒂茲宮是劇中小宮殿的取景地。

2019年10月，本劇第一季的主體拍攝在匈牙利布達佩斯和凱斯特海伊的菲斯提蒂茲宮及其周邊地區開機，並於2020年2月殺青，隨後進行後期製作 。劇組也在加拿大溫哥華展開額外的拍攝。2020年6月，李·芭度葛透過Twitter透露，由於受到2019冠狀病毒病疫情影響，遠距工作已經減慢了後期製作的速度，使首播日期變得不太確定。

### 音樂
喬瑟夫·特拉帕尼斯是本劇的作曲家。2020年10月，艾瑞克·赫瑟勒和李·芭度葛參加線上紐約動漫展的一個專家小組，釋出部分為本劇創作的音樂。執行製作人喬許·貝瑞在2020年12月16日報導說，最終的混音已經完成。
特拉帕尼斯用了11個月的時間完成了樂譜。在接受《AwardsDaily》採訪時，他解釋了他是如何在封城期間做到這一點的，透過在Zoom指揮管弦樂隊之間同時進行混合獨奏錄音。俄羅斯和斯拉夫音樂提供了樂譜靈感的基礎，芭度葛將謝爾蓋·普羅高菲夫和民間歌謠當作具體例子 。此外，還使用了其他音樂傳統的元素，例如甘美朗。

### 語言
大衛·J·彼得森和克里斯蒂安·塔爾曼（Christian Thalmann）為本劇創作虛構的語言。

## 市場行銷
2020年12月，Netflix發布了前導預告片，隨後透過《娛樂周刊》發布了宣傳劇照，並於2021年1月發布了主角海報。芭度葛、赫瑟勒和六位主要演員於2021年2月出現在IGN粉絲測試的一個小組中，在此期間除了更多劇照外，還發布了預告片。Netflix還在前一天發布了一張以影淵為主題的海報。2021年3月30日，Netflix發布官方預告片，但消息在之前已經被洩露。

## 發行
2019年11月，芭度葛在接受《SensaCine》採訪時回答說，本劇預計將於2020年底播出。2021年1月，Netflix宣佈本劇於2021年4月23日首播。2021年4月24日，Netflix在串流平台上發布了本劇的餘演節目，名為《太陽召喚：續攤派對》。

## 反響

### 收視率
Netflix在發布第二季續訂公告的同時還透露，在第一季播出的前28天內，已有5500萬家戶觀看了第一季。

### 專業評價
《太陽召喚》獲得了評論家的正面評價。爛番茄上根據72條評論獲得了88%的新鮮度，平均得分為7.19/10。該網站的共識指出，“從華麗的服裝到令人印象深刻的也許是令人生畏的世界建構，《太陽召喚》當然與原著一樣細緻，但透過交疊出意想不到的故事，它擴大了小說的範圍，為粉絲和新觀眾打造了一場激動人心的新冒險。” Metacritic根據20條評論給該劇的加權平均評分為69分（滿分100分），代表“普遍好評”。
為《帝國雜誌》撰稿的班·特拉維斯（Ben Travis）給出了滿分5顆星的3顆星，他說：“《太陽召喚》仍然引人注目，同時要求觀眾自己掌握格里沙術語，向其展示而不是告訴他們”，但指出該劇與《哈利波特》、《飢餓遊戲》和《冰與火之歌：權力遊戲》之間的相似之處，並將劇中的一些元素描述為“過於混亂”。他總結道，“《太陽召喚》將透過其引人入勝的世界建構和有魅力的主角二人組將您吸引到影淵中。 ”IGN的妮可·克拉克（Nicole Clark）寫道：“第一季設法捕捉到了大部分黑暗魔法……同時不害怕對某些角色的起源故事甚至事件順序進行巧妙的更改，即使這兩個系列的故事情節並不總是很容易融合。”Screen Rant的莫莉·佛里曼（Molly Freeman）稱讚它是一部“激動人心的奇幻劇”。
為RogerEbert.com撰稿的羅克珊娜·哈迪迪（Roxana Hadidi）指出該劇使用了青年小說中的陳腔濫調，並補充說：“多虧了完美的演員陣容、風格化的戰鬥過程和有意的角色發展，艾瑞克·赫瑟勒的改編超越了這種熟悉程度，使這些關係感覺微妙和充滿歷史感”。她總結道：“總而言之，《太陽召喚》為處理情節發展的角色保持了一種內心的感覺，這些情節發展多種多樣，如刻薄的女孩、地緣政治的裝腔作勢和肉體恐怖，而第一季的均衡性質使這個系列的奇幻宇宙成為一個大有可為的開場。”
亞明·穆塔奇（Yaameen Al-Muttaqi）為《每日星報》撰稿，讚揚了對原著內容所做的更改，並指出“每個角色年齡的增加使該劇能夠探索更黑暗的主題，例如虐待、腐敗、政治宣傳、操縱和人口販賣，而無需打破觀眾的沉浸感或出拳，就像過多的青年小說改編一樣。” 然而他對世界建構中的疏漏有較多的批評，認為“劇中還有相當多的事情沒有得到解釋或未探索，這可能會讓沒有讀過書的觀眾感到困惑。”為《Tell-Tale TV》撰稿的艾莉森·尼科爾斯（Allison Nichols）還指出，不熟悉原著的觀眾可能會感到孤立，因為該劇“將他們拋入似乎與劇中的主要故事情節 - 阿利娜的旅程無關的故事情節中”。

### 獎項和提名
| 年份 | 獎項                 | 項目         | 提名                       | 結果 | 來源   |
| ---- | -------------------- | ------------ | -------------------------- | ---- | ------ |
| 2021 | 愛爾蘭電影電視學院獎 | 最佳視覺特效 | 艾德·布魯斯和羅伯特·哈蒂根 | 提名 | [ 39 ] |

## 外部連結
- 官方网站
- 在Netflix上觀看《太陽召喚》
- 在Netflix上觀看《太陽召喚：續攤派對》
- 互联网电影数据库（IMDb）上《太陽召喚》的资料（英文）
- 烂番茄上《太陽召喚》的資料（英文）

- 豆瓣电影上《太陽召喚》的資料 （简体中文）